# Nephrotoma euceroides
Nephrotoma euceroides là một loài ruồi trong họ Ruồi hạc (Tipulidae). Chúng phân bố ở miền Tân bắc.